# The Rink
The Rink é um filme mudo estadunidense de curta metragem de 1916, do gênero comédia, escrito, produzido, dirigido e protagonizado por Charles Chaplin para a Mutual Film Corporation.

## Sinopse
Após trabalhar duro no restaurante, um garçom aproveita o intervalo no trabalho para patinar.

## Elenco
- Charles Chaplin .... garçom
- Edna Purviance .... moça
- James T. Kelley .... pai da moça
- Eric Campbell .... Sr. Stout
- Henry Bergman .... Sra. Stout
- Lloyd Bacon .... convidado
- Albert Austin .... cozinheiro / patinador
- Frank J. Coleman .... administrador do restaurante
- John Rand .... garçom
- Charlotte Mineau .... amiga da moça
- Leota Bryan .... amiga da moça